# ریاضی‌گرایی
ریاضی‌گرایی (انگلیسی: Mathematicism) به «تلاش برای به‌کارگیری ساختار رسمی و روش دقیق ریاضیات به‌عنوان الگویی برای پیشبرد فلسفه» یا این نگرش معرفت‌شناختی که واقعیت در اساس ریاضیاتی است، گفته می‌شود. این اصطلاح برای تعدادی از فلاسفه مانند فیثاغورس و رنه دکارت استفاده شده؛ گرچه نه توسط خودشان.

### کتابشناسی
- "Mathematicism". Mathematicism | Philosophy, Logic & Mathematics | Britannica. Encyclopaedia Britannica. 1998. Retrieved 11 August 2022.
- Capparelli, Vincenzo (1941). La sapienza di Pitagora. Edizioni Mediterranee. pp. 1–47.
- Gilson, Étienne (1937). The unity of philosophical experience (PDF). New York : C. Scribner's Sons. pp. 125–220. Retrieved 13 August 2022.
- OED, Eds. (2001). Oxford English Dictionary (3 ed.). Ocford University Press. Retrieved 13 August 2022.